# Ona marina

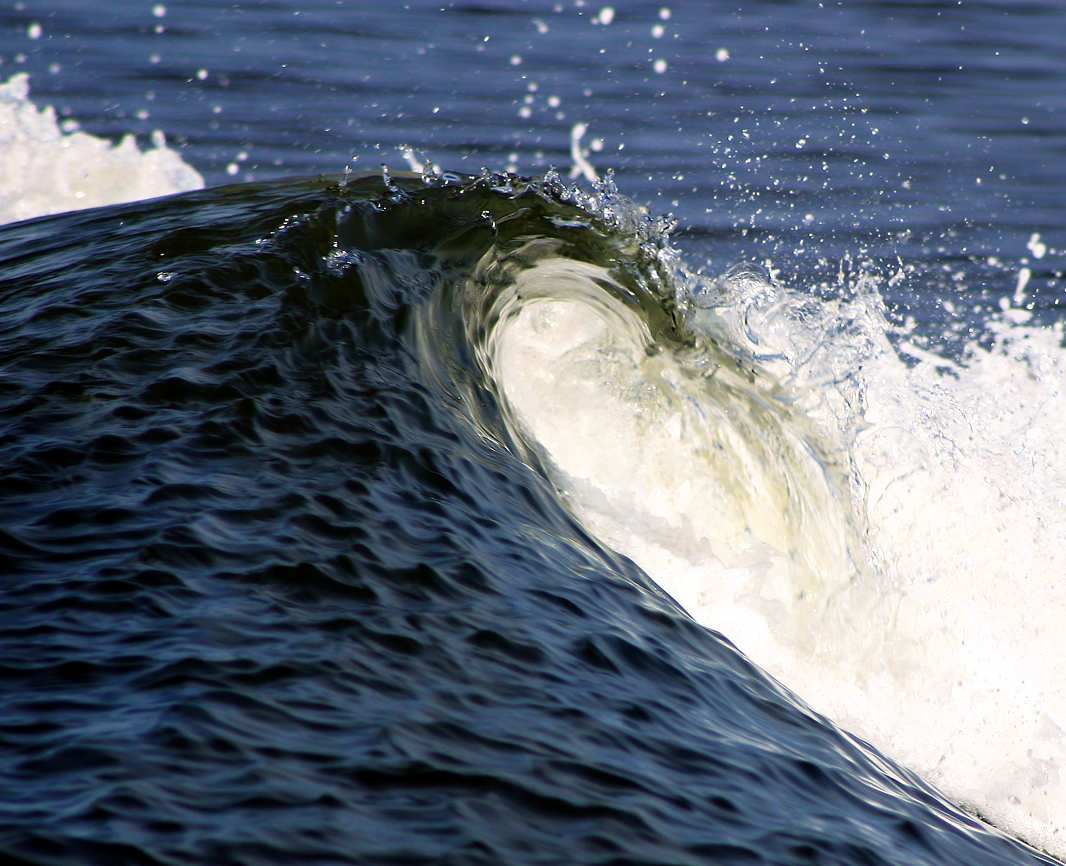
Una ona marina

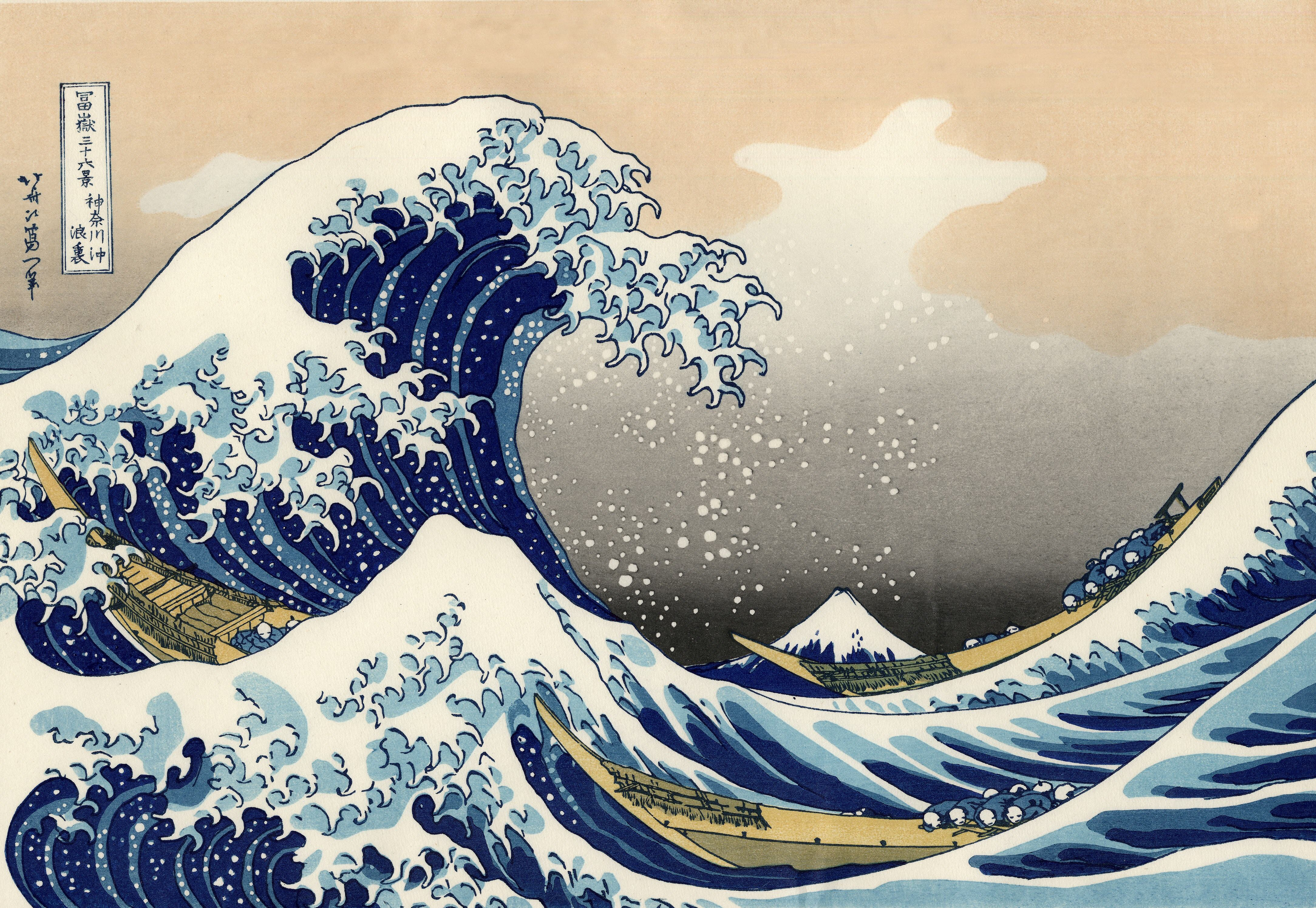
"La gran ona de Kanagawa", gravat en fusta del, per Katsushika Hokusai

Una ona marina o onada és un moviment oscil·latori, en sentit ascendent i descendent, de la superfície del mar o d'una altra massa gran d'aigua, com ara un llac o un embassament produïdes pel vent. L'ona més alta registrada mai va ser una ona de 34 metres al Pacífic el 6 de febrer de 1933.

## Característiques de les ones
Les ones oceàniques més conegudes són pertorbacions de la superfície de l'aigua, produïdes principalment pel vent o, ocasionalment, per altres causes com els terratrèmols.
D'ones n'hi ha de molts tipus. Les longitudinals, en què la transmissió es produeix per avançament de zones de compressió i distensió (per exemple, les ones sísmiques P o el so) i es transmeten per l'interior de sòlids i líquids; unes altres en són les transversals, on tenim moviments perpendiculars a la direcció de propagació, i només les trobem en sòlids (ones sísmiques S, p. ex.); i per fi, les ones orbitals, les quals es transmeten al llarg de superfícies de separació entre dos fluids de diferent densitat. El nom "orbital" és pel moviment de les partícules de l'aigua, com veurem ara.
Aquest últim (orbitals) és el tipus de les ones oceàniques, les quals es produeixen a la interfície atmosfera/oceà. També ho són les ones internes, les quals es formen a la interfície de dues masses d'aigua de diferent densitat.
Quan veiem viatjar les ones, sembla com si un conjunt de crestes d'aigua es moguessin al llarg de la superfície, però aquest moviment lineal és una il·lusió. En realitat, el que està viatjant és energia que va ser produïda per una pertorbació en la superfície, i la transmissió d'aquesta energia es fa mitjançant un moviment cíclic de la matèria. Si ens fixem en un objecte surant en l'aigua, quan una ona travessa la superfície l'objecte es mou d'una forma circular. Això és, les partícules transmeten l'energia d'unes a les altres movent-se en cercles, però al final han tornat a la posició inicial; el diàmetre d'aquests cercles és l'alçària de l'ona.
Això és un cas ideal, perquè en realitat sí que hi ha un cert avançament de l'aigua (i dels objectes que hi suren) en la direcció de les ones, perquè els cercles esmentats són oberts; tot i això, l'avançament no és ni de llarg el que ens sembla quan observem la propagació de les crestes. Així doncs, les ones formen òrbites obertes i, com veurem més endavant, aquest procés és la causa dels corrents marins superficials produïts pel vent.
Les ones són bastant complexes i per això la següent descripció és d'una ona ideal:
La part més alta és la cresta i la més baixa el si o depressió. L'alçària d'ona (H: wave height) és la distància vertical entre una cresta i el si adjacent, i la longitud d'ona (L: wavelength) és la distància horitzontal entre dues crestes o dos sins adjacents.
Anomenem relació de forma a la fracció H/L.
El període (T) és el temps que tarda una ona a viatjar la distància d'una longitud d'ona (o el temps entre dues crestes o entre dos sins successius). La freqüència de les ones (1/T) és el nombre d'ones que passen per un punt fix en un segon.
La velocitat de les ones es calcula en m/sg i és: C=L/T.
Com que el més fàcil de calcular sempre és el període, la velocitat la podem trobar amb la següent fórmula, sempre que el moviment sigui circular: C (m/s)=gT/2; on g és l'acceleració de la gravetat i T el període.
En profunditat, el moviment circular de les partícules és més lent, i per això els cercles són cada volta més xicotets (minva el diàmetre); a una profunditat de L/9 el diàmetre és la meitat que en superfície i a una profunditat de la meitat de la longitud d'ona (L/2) el moviment és nul. Les ones que viatgen per zones amb profunditats d'aigua superiors a L/2 les anomenem ones d'aigües profundes. Aquestes no es veuen afectades pel fons i la velocitat es calcula com hem vist abans.
En canvi, les ones d'aigües somes són les que circulen per aigües amb profunditats inferiors a L/20, i el fons els afecta especialment, xafant les òrbites circules, transformant-les en òrbites el·líptiques molt aplanades. Són les produïdes pel vent en aigües poc profundes, les ones sísmiques marines (tsunami) i les ones de marea. La velocitat en aquest cas ve determinada per la profunditat de l'aigua.
Per acabar tenim les ones transicionals, les quals circulen per aigües amb profunditats intermèdies, és a dir, entre 1/2 i 1/20 la longitud d'ona. El control de la velocitat és mixt entre longitud d'ona i profunditat de l'aigua.
La velocitat és fixa depenent de la profunditat quan es tracta d'ones d'aigua soma, i fixa també depenent de la longitud d'ona quan es tracta d'ones d'aigua profunda; en canvi la velocitat varia amb la profunditat i la longitud d'ona en el cas de les transicionals. Es véu també la profunditat a la qual cada ona d'una longitud d'ona determinada passa a ser d'ona profunda a ona d'aigües transicionals, i també quan passen a ones d'aigües somes.

## Classificació de les ones

### Ones de superfície
Les ones de superfície són originades per una energia que anomenem generalment força de pertorbació o de formació (disturbing force). La classificació de les ones es fa justament per la força de pertorbació, la distància en la qual la força de pertorbació continua influint les ones una volta formades, i per la longitud d'ona. No utilitzem l'alçària de l'ona com a criteri de classificació perquè varia molt amb la profunditat, interferències entre altres ones...
Les forces de pertorbació poden ser: el vent que bufa al llarg de la superfície de l'oceà, aporta l'energia per a la força de pertorbació de les ones de vent. L'arribada a una badia o a un port tancat d'unes onades de tempesta, una ona sísmica oceànica o un canvi sobtat de la pressió atmosfèrica, produeix un agitament ressonant de l'aigua coneguda amb el nom de seixa o seca. Lliscaments, erupcions volcàniques, explosions i falles en el fons oceànic que produeixen terratrèmols són la causa dels tsunami. Finalment, les forces gravitatòries del sol i de la lluna, combinades amb la rotació de la Terra, són la força de pertorbació de les ones de marea.
Una ona que es mou sense la intervenció de la força de pertorbació que la va causar l'anomenem ona lliure. Per exemple, ones produïdes per una tempesta i que es mouen més enllà de la zona de la tempesta, o un tsunami que continua el seu moviment temps després d'haver-se produït el terratrèmol o el lliscament submarins que les van produir.
En canvi, si la força de pertorbació continua actuant a sobre de les ones, parlem d'ones forçades. Les ones de marea en són el millor exemple.
Una volta pertorbada la superfície de l'oceà i formades les ones, hi ha un conjunt de forces que poden contrarestar la pertorbació i tornar plana la superfície una altra volta. La força dominant en cada cas l'anomenem força de restabliment. En un cas ideal, aquesta força tornaria immediatament la superfície plana i l'energia es dissiparia en forma de calor; en la realitat això no passa mai, perquè la força de restabliment sobrecompensa les ones i s'establix una oscil·lació (d'una manera similar a un pes quan cau damunt d'una làmina elàstica).
La força de restabliment que domina en ones de longituds d'ona curtes (menys d'1,73 cm) és la cohesió, produïda pels enllaços d'hidrogen; aquestes ones les anomenem ones de capil·laritat, i són les primeres a formar-se quan comença a bufar el vent; són molt importants en la transferència d'energia de l'aire a l'aigua per a formar els corrents superficials; en canvi no són molt importants en el total de les ones marines perquè no transporten gaire energia.
Totes les ones per damunt dels 1,73 cm de longitud d'ona tenen com a principal força de restabliment la gravetat. Aquesta fa baixar l'aigua de les crestes de les ones, però per causa del moment d'inèrcia de l'aigua, baixa més enllà de la posició d'equilibri i es torna una depressió (o si); aquesta oscil·lació repetitiva dona lloc al moviment orbital de les molècules d'aigua, típic de les ones. Aquestes ones les anomenem per tot això ones de gravetat, i com que la fricció (fregament) entre les molècules d'aigua en moviment orbital és molt xicoteta, aquestes ones poden viatjar milers de kilòmetres i rompre molt lluny del lloc d'origen.
Per a les que tenen períodes de més de 5 minuts, hi ha autors que posen com a força de restabliment la força de Coriolis.

#### Energia de les ones
L'energia que transporten les ones pot ser bé energia potencial, la qual depèn de la posició de la molècula d'aigua (per sota per damunt de la posició d'equilibri o nivell mitjà), o bé energia cinètica, la qual ve determinada pel moviment de les molècules.
L'energia total de l'ona és proporcional al quadrat de l'alçària. A més a més, les òrbites circulars són més amples en les ones més altes i per això tenen major energia cinètica.
Quan les ones estan en moviment, hi ha un continu transvasament d'energia potencial a cinètica i viceversa.
Una ona de 2 metres d'alçària té l'energia equivalent a 1.200 calories per metre quadrat de superfície de l'oceà. Una ona de 4 metres en té 4.800. Quasi tota aquesta energia es dissipa quan l'ona romp a la costa, i molta es transforma en calor (també soroll i moviment caòtic de les molècules d'aigua). La mescla de l'aigua a la vora de l'oceà fa que aquest calor es repartisca ràpidament i que la temperatura no puge localment pel calor.

### Ones causades pel vent
Les ones de vent són ones de gravetat formades per la transferència d'energia del vent cap a les ones. L'origen n'és a les ones de capil·laritat, les primeres a formar-se quan comença a bufar el vent; les rugositats que aquestes originen fan que canvie l'orientació de la superfície de l'aigua i que l'acció del vent siga més efectiva, amb la qual cosa les ones comencen a créixer. Quan superen els 1,73 cm de longitud d'ona, la gravetat comença a predominar com a força de restabliment i passem a ser ones de vent en sentit estricte.
Si les ones ja formades es troben en profunditats superiors a 1/2 de la longitud d'ona (ones d'aigües profundes) i el vent continua bufant, les ones creixen en alçària, en longitud d'ona (i per tant en velocitat) i en període, a costa de l'extracció de més energia del vent. Les ones en la zona de formació són molt irregulars, tenen gran varietat de longituds d'ona, formen pics que arriben a rompre quan la relació H/L=1/7; aquesta disposició del mar formant ones en pics pel vent que li està bufant al damunt l'anomenem mar local (col·loquialment diem que la mar està picada).
Quan les ones es tornen lliures, perquè cessa el vent o s'allunyen de la zona de formació, les crestes es tornen regulars i rodones. Com que la velocitat és proporcional a la longitud d'ona, les ones més llargues poden arribar a circular a major velocitat que el vent que les està produint, i per això s'hi allunyen, en un procés que anomenem dispersió. Aquestes ones ja marxen en grups de la mateixa longitud d'ona (igual velocitat) anomenats trens d'ones, i que donen a l'oceà un aspecte regularment ondulat que anomenem mar de fons o mar de lleva. Aquest mar de fons es pot moure milers de km. lluny de la zona d'origen, i l'arribada a la costa d'aquestes ones pot anunciar l'apropament de la tempesta que les ha donat origen.
Factors que condicionen el desenvolupament de les ones de vent:
- La velocitat (o força) del vent.
- La duració del vent (temps que es manté bufant en la mateixa direcció).
- El fetch, o siga, la distància ininterrompuda al llarg de la qual bufa el vent en la mateixa direcció.

Per a desenvolupar les ones més grans cal que un vent fort bufe contínuament almenys durant tres dies. Anomenem mar totalment desenvolupada a la grandària màxima possible de les ones per a una específica força del vent, duració i fetch.
Per exemple, si el vent bufa a 74 km./h durant 42 hores i en un fetch de 1.313 km, les ones poden arribar a una mitjana de 136 m de longitud d'ona i 8,5 m d'alçària. Aquestes condicions no són estranyes al Pacífic, i de fet, el 10% de les ones del Pacífic tenen més de 17 m d'alçària. De fet, l'ona més gran mesurada fins ara va ser observada el 6 de febrer de 1933 al Pacífic, i arribà als 34 m.
La zona potencial per a formar ones més grans és la zona de vents circumpolars de l'Antàrtida, principalment la part que correspon al sud de l'Índic i del Pacífic, on bufen contínuament els vents de l'Oest i on tenim, a més a més, un fetch molt considerable; això és perquè hi ha molta superfície d'oceà obert, sense gaires zones continentals per a interrompre l'acció del vent.
A l'Atlàntic del Nord, p. ex., el fetch efectiu màxim és de 1.000 km. Si tenim un vent de 70 km./h i el fetch de 1.000 km, segons el temps que estiga bufant, podem originar ones d'11 m d'alçària.
Com ja hem vist, les ones no poden superar l'alçària equivalent a 1/7 de la longitud d'ona. Per exemple, ones de 70 metres de longitud no podem passar dels 10 metres d'alçària (o siga 120º d'angle en la cresta); si passen el límit, l'ona romp i l'energia sobrant es dissipa com a turbulències. És el cas quan tenim mar ja desenvolupada i es formen crestes d'escuma.

### Interferències i ones gegants
Com que la mar de fons és produïda per cada tempesta que tenim a l'oceà, diferents tempestes produint-se en un temps similar donaran diferents trens d'ones, amb diferents longituds d'ona i direccions. El resultat de l'encreuament d'unes i d'altres és una addició o una subtracció que anomenem interferència.
La interferència pot ser constructiva, destructiva o mixta. En la constructiva, tenim dues ones "en fase" i amb la mateixa longitud d'ona, i el resultat és una cresta i una depressió més grans que la de les ones originals, formada per l'addició d'aquestes; l'ona resultant té la mateixa longitud d'ona que les implicades, però més alçària
L'efecte contrari, és a dir, la subtracció, comporta la destrucció o cancel·lació de les ones involucrades. En aquest cas, les ones tenen també una longitud similar, però no es troben "en fase", sinó al contrari.
El cas més freqüent és quan tenim ones de diverses longituds i fases, i aleshores tenim una interferència mixta. És el que tenim quan a la platja arriben periòdicament unes ones més fortes, seguides d'un conjunt de més suaus i, fins i tot, moments de calma ("comptar les ones").
Les ones gegants (rogue waves) són el resultat de la coincidència de diverses ones ordinàries en un mateix punt. És a dir, les crestes d'ones diferents conflueixen en un mateix punt, donant lloc a una ona gegant que sembla eixir del no res; són molt efímeres, però molt destructives. L'alçària d'aquestes ones excedeix sense cap problema el màxim que li correspon per la longitud d'ona (H máx=L/7); de fet, en un mar totalment desenvolupat (ones de la màxima llargària possible) una de cada 1.175 ones pot arribar a tres voltes l'alçària mitjana, i una de cada 300.000 pot arribar a més de quatre voltes la mitjana.
Un altre procés pot donar lloc a ones gegants sense que intervinga la interferència. Es tracta de la interacció entre i un corrent superficial molt ràpid, com passa per exemple al sud-est de l'Àfrica quan es troben ones de vent del sud que provenen de tempestes de l'Antàrtida, i el corrent Agulhas que circula cap al sud.
Aproximació de les ones de vent a la costa i zona de rompent.
Com ja vam veure, el moviment oscil·latori de les ones es manté molt de temps, per causa del mínim fregament entre les molècules d'aigua. Per això la major part de les ones de vent viatgen milers de kilòmetres i acaben apropant-se a la costa on rompen.
Quan les ones arriben a la costa, en primer lloc entren en profunditats de menys 1/2 de la longitud d'ona, és a dir, "toquen fons" i passen a ser ones de transició.
El moviment circular prop del fons es transforma en el·líptic; l'energia de l'ona es concentra en menys aigua (ha minvat la profunditat), i les crestes passen de ser rodones a ser picudes.
La interacció amb el fons frena les ones; les que venen darrere continuen arribant a la taxa que abans, i per això la longitud d'ona s'acurta però el període es manté.
L'acurtament de la longitud d'ona fa que l'alçària s'aprope al límit crític d'1/7 de la longitud d'ona. L'aigua és cada volta més soma i la part de l'ona sota la línia d'equilibri en calma s'endarrerix per l'efecte de fre que fa el fons, el qual limita la mobilitat de les molècules d'aigua.
La part de dalt de l'ona s'avança respecte de la part de sota, no té sosteniment i aleshores romp. Aquest rompiment es produeix quan la relació alçària de l'ona/profunditat és al voltant de 3/4 (és a dir, una ona de 3 metres d'alçària romprà en 4 metres de profunditat d'aigua.
La massa d'aigües turbulentes que es forma i avança cap a la platja s'anomena rompent (surf), i la zona per la qual circula és la zona de rompent.
La forma de rompre les ones és diferent segon el tipus de fons. Així, quan el pendent és molt fort, les ones formen com un tub d'aire, el qual és atrapat per l'aigua; són les ones de salt o ones cabussants (plunging waves). En canvi, si la costa té un pendent més gradual (més suau), situació més freqüent, l'ona té també pendents més suaus i l'extracció d'energia és més progressiva; com a resultat, la cresta de les ones rellisca per damunt de la cara d'avançament, i les ones aleshores s'anomenen ones de vessament (spilling waves).

#### Refracció de les ones
Quan trens d'ones s'apropen a la costa i, com és el cas més freqüent, la línia de crestes no és paral·lela a la línia de costa, la línia d'ones no romp simultàniament en tota la seua llargària, perquè diferents parts de cada ona viatjaran a diferents profunditats. La part de la línia més pròxima a la costa circula per aigües més somes i és frenada (la velocitat depèn de la profunditat), mentre que la part que circula per aigües profundes marxa a la velocitat que li correspon per la longitud d'ona. Com a conseqüència, la línia es corba, és a dir, l'ona es refracta. La refracció pot arribar a ser de fins a 90° respecte de la direcció original.
Com que les ones de diferents longituds d'ona poden "tocar fons" a diferents profunditats, trens d'ones de diferent longitud que viatgen junts poden refractar-se a distàncies diferents de la costa i donar patrons d'interferència molt caòtics. El tren d'ona més llarga "tocarà fons" abans i patirà refracció, mentre que el tren d'ona més curta continuarà el seu viatge sense desviació. Les ones que resulten poden rompre primer a una distància de la costa, i després tornar a rompre més endavant.

#### Difracció de les ones
És la propagació de les ones al voltant d'un obstacle. En aquest cas, el factor que hi intervé és la interrupció del tren d'ones per un obstacle, el qual serveix com a nou punt de formació d'ones.
Un exemple són les boques dels ports, o siga, l'espai entre els dics d'un port, i també entre dues illes molt pròximes. Els espais actuen com a nova font d'ones, aquestes tenen una longitud d'ona més curta; aquestes poden arribar a interferir i formar punts de reforçament en la unió de dues crestes o dos sins, i també de cancel·lació (cresta+depressió).

#### Reflexió de les ones
Quan les ones avancen contra un obstacle vertical es produeix la reflexió de les ones, sense gaire pèrdua d'energia (l'ona rebota). Si les ones arriben en línia recta contra un obstacle vertical rectilini, es produeix la reflexió d'ones que avancen en direcció justament oposada a l'original. La interferència entre ones reflectides i les que continuen arribant produeix una pertorbació en el moviment original de les ones i forma un tipus d'ona que anomenem ones estacionàries, on el moviment en superfície és només en vertical (s'ha perdut la component lateral de l'òrbita). Les ones presenten crestes i sins, però que s'alternen, o siga, no avancen con passava amb les ones anteriors (les de vent), que per això les anomenem ones progressives. Aquestes ones estacionàries són molt importants en la física de les marees i dels tsunami.

### Ones internes
Les ones progressives que hem vist es formen a la interfície atmosfera/oceà, però podem tindre el mateix efecte entre capes d'aigua de diferent densitat. Aquestes són les ones internes, les quals tenen també crestes i sins, i les podem caracteritzar també per la longitud d'ona i període. Aquestes ones són molt més lentes que les superficials, perquè el contrast de densitats no és tan fort. La longitud d'ona excedix amb freqüència els 800 metres, i els períodes típics són entre 5 i 8 minuts, i solen formar-se en la base de la picnoclina, especialment si és molt abrupta.
L'origen n'és en part desconegut. Poden ser produïdes pel vent, marees o fins i tot corrents marins. Són importants perquè poden mesclar nutrients d'aigües profundes amb aigües superficials i produir explosions reproductives de plàncton; també poden afectar submarins i plataformes petrolieres, i els lents rompiments d'aquestes ones contra la riba poden ocasionalment augmentar l'alçària de les marees.

### Ones de tempestes ciclòniques
Les baixes pressions associades a un huracà o tempesta ciclònica produeixen un engruiximent o dom en l'aigua de l'oceà que pot arribar a ser d'un metre respecte del nivell mitjà de l'oceà. Segons la tempesta va cap a la costa, el dom avança juntament amb ella i es torna cada vegada més alt segons l'aigua perd profunditat. Quan arriba a la costa, l'aigua és espentada pels mateixos vents de la tempesta i pot fer pujar el nivell fins a 7,5 metres.
Una ona de tempesta ciclònica és un fenomen efímer i tècnicament no és una ona sinó tan sols una cresta; per això no podem assignar-li una longitud d'ona i un període. Quan arriben a la costa, primer s'observa una certa baixada del nivell del mar, i després una pujada forta de l'aigua semblant a una gran marea que estiguera produïda pels vents de la tempesta; per això a voltes són anomenades marees de tempesta. No són comunes al Mediterrani, sinó en zones on són probables els huracans (p. ex. al Carib i a Florida) o les tempestes ciclòniques, com ara al Mar del Nord i la costa occidental d'Amèrica del Nord. Són molt perilloses, a més a més si venen associades a una marea alta. En el Tàmesi p. ex. s'han posat barreres (dics) per a defensar Londres dels efectes d'una possible ona de tempesta.

### Seixes (Seques o Seiches)
Són pertorbacions produïdes en aigües confinades com llacs o badies, i en aigües costaneres, i que formen oscil·lacions semblants a les de les marees, però generalment de període més curt i sense relació amb la lluna o el sol.
Són ones estacionàries en les quals el moviment té una freqüència ressonant que depèn de la quantitat d'aigua, de les dimensions de la conca i fins i tot de la seua forma. El període pot estar entre uns pocs minuts i més d'un dia.
Va ser estudiat per primera volta al llac de Ginebra a Suïssa, al segle xviii. El fenomen hi es produeix quan el vent continu d'una tempesta acumula l'aigua del llac a una banda; quan cessa el vent, l'aigua torna cap a l'altra banda per a restablir l'equilibri, però per inèrcia forma una altra elevació al costat oposat, i així comença a moure's en un vaivé que és una ona estacionària.
En aquests casos hi ha un punt (o línia, millor) cap al centre del llac, on l'aigua ni puja ni baixa. Aquest és el node, i ací l'aigua només es mou cap avant i cap enrere.
Les seixes afecten preferentment badies i llacs, però també poden produir-se en conques més grans, com un mar, o fins i tot en conques oceàniques. Qualsevol fenomen natural que faça pujar l'aigua en la costa pot ser-ne l'origen; per exemple, baixes pressions com hem vist abans en tempestes ciclòniques; quan la tempesta entra en terra, les baixes pressions "solten" el dom d'aigua i aquest torna començant una oscil·lació. Altra possibilitat són les marees, els tsunami i les ones contra la costa.
Les seixes a les nostres costes es formen preferentment en estiu i venen acompanyades amb fortes oscil·lacions baromètriques exagerades; tenen un període inferior a 1 hora, i sovint duren només entre 20 i 40 minuts. Els canvis de pressió atmosfèrica són la causa més probable en el nostre cas.

### Tsunami
Anomenem tsunami (el plural també és "tsunami") a les ones progressives de gran longitud d'ona i d'aigües somes, produïdes pel desplaçament ràpid de l'aigua de l'oceà. Són d'aigües somes pràcticament en qualsevol circumstància, perquè la longitud d'ona típica és de 200 km, i la profunditat de canvi a ones transicionals ha de ser superior a L/20, o siga, 200.000m/20= 10.000 m; només quan passa per alguna fosa abissal molt concreta (Marianes 11.000 m) poden arribar a ser momentàniament transicionals. Mai no arriben a ser d'aigües profundes (prof>L/2).
Els tsunami produïts pels terratrèmols originats en el fons oceànic els anomenem ones sísmiques oceàniques. Un tsunami pot ésser causat també per esfondrament del fons marí, erupcions volcàniques, caigudes d'icebergs des de les glaceres, meteorits i altres desplaçaments de l'aigua de l'oceà.
Totes les ones sísmiques oceàniques són tsunami, però no tots els tsunami són ones sísmiques oceàniques.
Els tsunami tenen període molt gran, des de 5 minuts fins a 1 hora (normal són de 10 a 40 minuts), gran longitud d'ona (més de 100 km i típicament 200 km.) i gran velocitat de propagació (poden arribar a més de 950 km./h). Els tsunamis que són ones d'aigües somes i, per tant, la velocitat depèn de la profunditat; la fórmula n'és: 
C és la velocitat, g és l'acceleració de la gravetat i d és la profunditat.
Si calculem una profunditat de 4.600 m, típica dels fons abissal del Pacífic, i 9,8 m/sg2 l'acceleració de la gravetat, la velocitat és de 212 m/sg, o siga, 763 km./h. Quan passen per aigües més profundes, la velocitat encara és major.
L'energia de la pertorbació es propaga en forma de cercles concèntrics amb centre en el punt on es va produir l'esdeveniment pertorbador (epicentre del terratrèmol, lloc d'explosió del volcà, ...); com que els cercles augmenten amb la distància recorreguda, l'energia es repartix cada volta per més espai de l'oceà; per això els tsunami són més forts quan més a prop del centre de pertorbació estiga la costa a la qual arriben. Els tsunami també es reflectixen i es refracten de la mateixa manera que vam veure a les ones de vent.
L'alçària en l'oceà obert pot ser de només 0,5 m, és a dir, no són visibles; però quan arriben a aigües poc profundes, es produeix un alentiment i un apilament de l'aigua que fa créixer l'ona verticalment. A la fi, pot sobrepassar els 30 m d'alçària (hi ha registres especials de fins a 90 m). La forma d'aquesta ona quan arriba a la costa no és la del rompent a l'estil de les ones de vent, sinó en forma d'aigües turbulentes, ràpides i de gran alçària; en aquest cas és més paregut a l'arribada de les ones de vent després de rompre, però a una escala enorme. Per tant, la imatge del tsunami com una gran ona que romp a la línia de costa és més una llegenda i coses del cinema fantàstic.
Normalment l'arribada del tsunami comença amb una ona gran però no tant com per a alarmar-nos, i després ve una retirada de l'aigua (l'ona està creixent mar endins); uns minuts més endavant arriba una o més ones tipus tsunami, molt destructives. Aquesta disposició d'un conjunt d'ones és molt freqüent als tsunami, les quals arriben amb uns quants minuts d'interval. Normalment les més fortes són les que es troben entre la 3a i la 8a ona.
Aquest ritme fa que els tsunami siguen molt més perillosos. Així, després que arriba la primera ona forta, la gent es pensa que ja s'ha acabat, torna a la costa i són sorpresos pel següent tsunami. En 1946, un terratrèmol en les Aleutianes (Pacífic del nord) va produir un tsunami que a Hawaii va arribar en forma de successives ones a intervals de 15 minuts i durant més de dues hores.
Al terratrèmol de Lisboa, l'1 de novembre de 1755, molta gent es va endinsar en la superfície descoberta del mar quan l'aigua es va retirar; als 15 minuts. amb el primer tsunami en van morir milers quan els va sorprendre mentre agafaven els peixos i miraven els vaixells que s'havien quedat en sec. Després, els equips d'ajuda van ser sorpresos per les següents ones, les quals van superar els 10 metres d'alçària. El compte total va ser de 50.000 morts.
Un dels tsunami més forts enregistrats fins ara va ser produït per l'explosió del Krakatoa, el 27 d'agost de 1883, una illa volcànica que pertany a l'actual Indonèsia. El so de l'explosió va ser escoltat a 4.800 km. de distància, i l'energia de les ones va ser sentida en el Canal de la Mànega, després d'haver travessat l'oceà Índic i girat pel sud de l'Àfrica i haver-se endinsat cap al nord en l'oceà Atlàntic. L'explosió del volcà no va causar gaires morts, però el tsunami, amb ones de més de 30 m va devastar les costes entre Sumatra i Java i va causar la mort a 36.000 persones.
A voltes el tsunami produeix després una seixa que pot ser igualment perillosa. Per exemple, el 22 de maig de 1960, un terratrèmol en la fosa de Perú-Xile va causar la mort de més de 4.000 persones; el tsunami que es va originar va arribar al Japó (a 14.500 km. de l'epicentre) i va causar la mort de 180 persones; després, a l'altra banda del Pacífic, les badies de San Diego i Los Angeles van ser seriosament afectades pels seixes que va originar aquest tsunami.
Des de 1948 hi ha una xarxa internacional d'alerta de tsunami en la franja sísmica del Pacífic. Es tracta de localitzar les pertorbacions sísmiques que potencialment poden donar lloc a tsunami, i d'utilitzar les estacions de mesura de marees més properes per a detectar les possibles ones que s'hi han originat. Després es dona l'alerta ràpidament a totes les zones costaneres susceptibles de rebre el tsunami, a les quals es dona l'hora possible d'arribada. D'aquesta manera les persones poden marxar cap a zones més altes, i els vaixells endinsar-se en la mar, lluny de la costa.
El detector va ser inventat per C.K. Green, i detecta ones que tenen períodes entre 10 i 40 minuts.
El tsunami més gran enregistrat fins ara va ser una ona històrica, la produïda per la caiguda d'un gran meteorit fa uns 65 milions d'anys, és a dir, el meteorit que molt probablement va ser la causa de l'extinció massiva del límit Cretaci/Terciari. Pels resultats en els sediments, es calcula una alçària de vora 91 metres.

### Ones a les platges
Les ones domines els processos de les platges. Els corrents i turbulències induïdes per les onades alcen l'arena i la transporten amb molta més eficàcia que el transport pel fons.
Els canvis estacionals en el règim de les ones produeixen canvis en la morfologia de la platja. Durant l'estiu, el mar de fons originat per tempestes llunyanes transporta l'arena cap a la costa, i fa que la platja sigui més alta i ampla.
En canvi, durant l'hivern l'oratge produeix tempestes i mar local, el qual erosiona la part alta de la platja, i forma una zona escarpada. L'arena és transportada cap a l'interior del mar i forma barres paral·leles a la costa. A l'estiu següent, aquesta arena és tornada a posar en la part superior de la platja.
Si les ones s'apropen paral·lelament a la costa, hi ha una acumulació d'aigua en la zona de rompent; l'aigua té tendència a tornar cap a l'interior i aleshores forma els corrents de retorn superficial anomenats corrent de ressaca o ressaga. La velocitat hi pot arribar a ser d'1 m/sg. El corrent mar endins es dilueix amb l'aigua que està entrant per les ones i pot tornar cap a la costa, donant lloc a una mena de cèl·lules de moviment de l'aigua.
Quan les ones s'apropen obliquament, encara que la refracció té tendència a posar-les paral·leles, no arriben gaires voltes a ser-lo del tot. Aleshores l'acumulació d'aigua forma un corrent paral·lel a la costa, anomenat corrent litoral, el qual és el causant de gran part del transport del sediment al llarg de la costa.
A voltes les ones formen estructures cuspidades a la riba, les quals consistixen en crestes d'arena perpendiculars a la línia de la riba i que deixen zones deprimides entre elles. L'origen no és molt conegut, i es pensa que es tracta d'una mena d'interferència entre ones que hi arriben.
En zones costaneres amb entrants i ixents, en apropar-se les ones es produeix refracció. Les ones "toquen fons" abans en les zones somes davant dels ixents, i patixen un endarreriment respecte de la part que circula cap als entrants, produint-se aleshores una curvatura cap a l'ixent. Això fa que l'energia de les ones es concentre cap a aquests últims, i patisquen amb força els efectes de l'erosió; en canvi, l'energia es reparteix per un espai més gran als entrants (badies) en els quals es produeix la sedimentació del material erosionat de l'ixent. El resultat final és la formació d'una costa rectilínia.

## Aprofitament de l'energia de les ones
Hi ha projectes per a aprofitar l'energia de les ones, com el dam-atoll (atoll-dic, en pot ésser la traducció), amb una amplària de 76 metres, i que pot generar entre 1 i 2 megavats.
Les zones costaneres amb majors possibilitats d'aprofitament d'aquesta energia són les corresponents a latituds entre 30 i 60 graus, i preferiblement les orientades cap a l'oest, per causa del moviment d'oest a est dels fronts de tempesta de les latituds mitjanes, i al cinturó de vents de l'oest que bufen en aquestes latituds.

## Formació de les ones
La gran majoria de les grans onades que es veuen en una platja són conseqüència de vents llunyans. Cinc factors influeixen en la formació de les estructures de flux en les ones de vent:
1. La velocitat o força del vent en relació amb la velocitat de l'ona: el vent s'ha de moure més ràpid que la cresta de l'ona per transferir energia a l'ona.
2. La distància ininterrompuda d'aigües obertes sobre la qual bufa el vent sense canvis significatius de direcció (anomenada fetch)
3. L'amplada de l'àrea afectada per la recollida (en angle recte amb la distància)
4. La durada del vent: el temps durant el qual el vent ha bufat sobre l'aigua.
5. La profunditat de l'aigua

Tots aquests factors treballen junts per determinar la mida de les ones d'aigua i l'estructura del flux dins d'elles.
Les principals dimensions associades a la propagació de l'ona són: 
1. L'altura de l'ona (distància vertical de l'abeurador a la cresta)
2. La longitud d'ona (distància de cresta a cresta en el sentit de propagació)
3. El període d'ona (interval de temps entre l'arribada de crestes consecutives en un punt estacionari)
4. La direcció de l'ona (impulsat predominantment per la direcció del vent)

Un mar completament desenvolupat té la mida màxima d'ona teòricament possible per a un vent de força, durada i captació específiques. Una exposició addicional a aquest vent específic només podria provocar una dissipació d'energia a causa del trencament de les onades i la formació de "espumes blanques". Les ones en una zona determinada solen tenir un rang d'altures. Per als informes meteorològics i per a l'anàlisi científica de les estadístiques d'onades del vent, la seva alçada característica durant un període sol expressar-se com a alçada significativa de les ones. Aquesta xifra representa una alçada mitjana de la tercera part més alta de les onades en un període determinat (generalment escollit en algun lloc entre 20 minuts i dotze hores), o en un sistema específic d'ona o tempesta. L'alçada significativa de l'ona també és el valor que un "observador entrenat" (per exemple, de la tripulació d'un vaixell) estimaria a partir de l'observació visual d'un estat del mar. Donada la variabilitat de l'alçada de les ones, és probable que les ones individuals més grans siguin una mica menys del doble de l'alçada significativa de les onades per a un dia o tempesta en particular.
La formació d'ones en una superfície d'aigua inicialment plana pel vent s'inicia per una distribució aleatòria de la pressió normal del flux de vent turbulent sobre l'aigua. Aquesta fluctuació de pressió produeix tensions normals i tangencials a l'aigua superficial, que genera ones. Normalment, per a l'anàlisi teòrica s'assumeix que:
1. L'aigua està originàriament en repòs.
2. L'aigua no és viscosa.
3. L'aigua és irrotacional.
4. Hi ha una distribució aleatòria de la pressió normal a la superfície de l'aigua del vent turbulent.
5. Es descuiden les correlacions entre els moviments de l'aire i l'aigua.

El segon mecanisme implica forces de cisalla del vent a la superfície de l'aigua. John W. Miles va suggerir un mecanisme de generació d'ones superficials que s'inicia pels fluxos turbulents de cisalla del vent basat en l'equació d'Orr-Sommerfeld de l'any 1957. Va trobar que la transferència d'energia del vent a la superfície de l'aigua és proporcional a la curvatura del perfil de velocitat del vent en el punt on la velocitat mitjana del vent és igual a la velocitat de l'ona. Com que el perfil de velocitat del vent és logarítmic a la superfície de l'aigua, la curvatura té un signe negatiu en aquest punt. Aquesta relació mostra el flux de vent transferint la seva energia cinètica a la superfície de l'aigua a la seva interfície.
Hipòtesis:
1. flux de cisalla paral·lel bidimensional
2. aigua i vent incompressibles i no viscosos
3. aigua irrotacional
4. el pendent del desplaçament de la superfície de l'aigua és petit

En general, aquests mecanismes de formació d'ones es produeixen conjuntament a la superfície de l'aigua i, finalment, produeixen ones completament desenvolupades.
Per exemple, si suposem una superfície del mar plana i un flux de vent sobtat bufa constantment a través de la superfície del mar, el procés de generació d'ones físiques segueix la seqüència:
1. El vent turbulent forma fluctuacions de pressió aleatòries a la superfície del mar. Les fluctuacions de pressió generen ondulacions amb longituds d'ona de l'ordre d'uns quants centímetres. (El mecanisme Phillips)
2. Els vents continuen actuant sobre la superfície del mar inicialment ondulat fent que les onades es facin més grans. A mesura que les ones creixen, les diferències de pressió augmenten i la taxa de creixement augmenta. Finalment, la inestabilitat de cisalla accelera el creixement de l'ona de manera exponencial. (El mecanisme Miles)
3. Les interaccions entre les ones a la superfície generen ones més llargues i la interacció transferirà l'energia de les ones més curtes generades pel mecanisme de Miles a les ones que tenen freqüències lleugerament més baixes que la freqüència a les magnituds màximes de les ones, i finalment el les ones seran més ràpides que la velocitat del vent creuat (Pierson i Moskowitz)